# Monumento agli eroi del ghetto

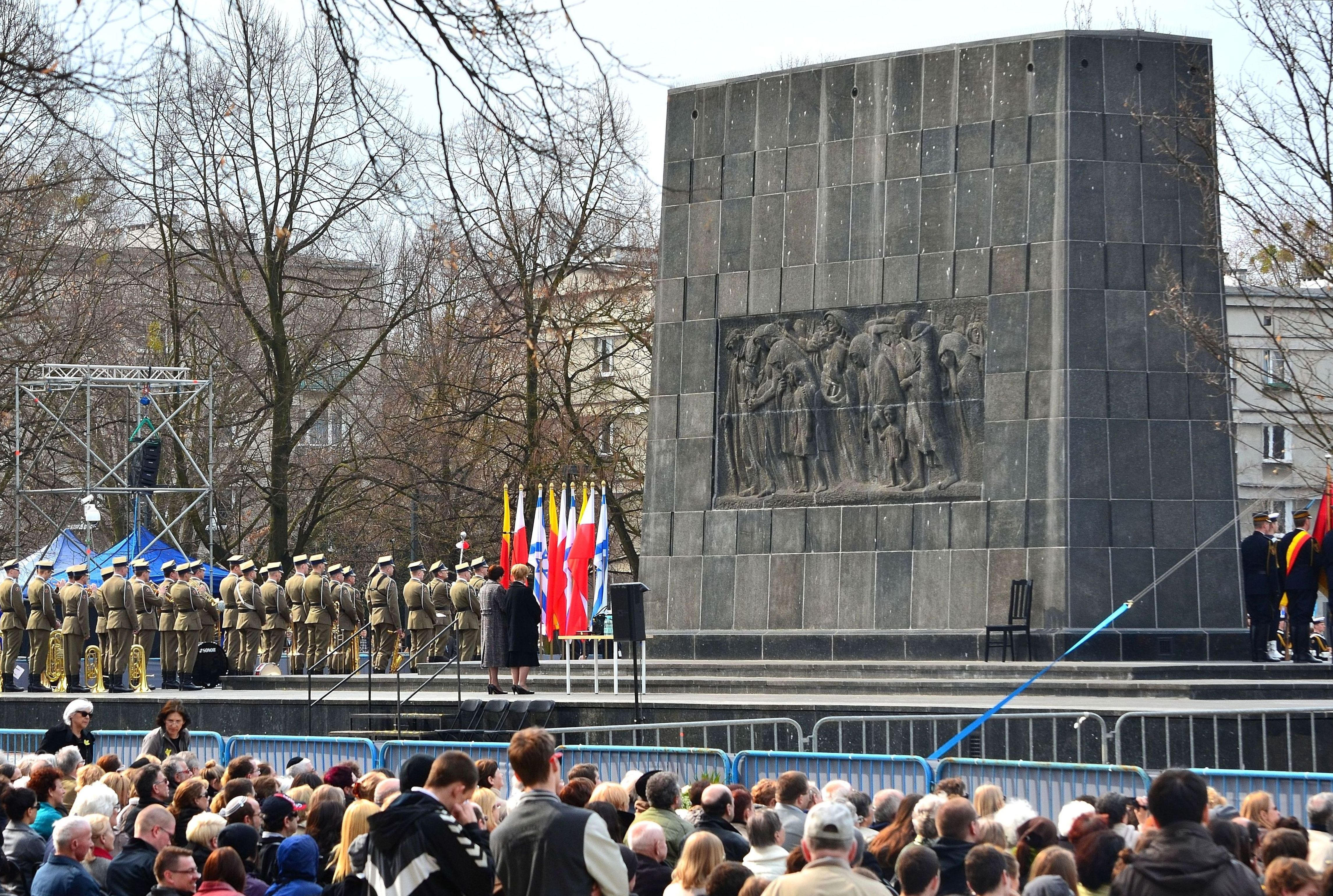
Monumento agli eroi del ghetto - lato est

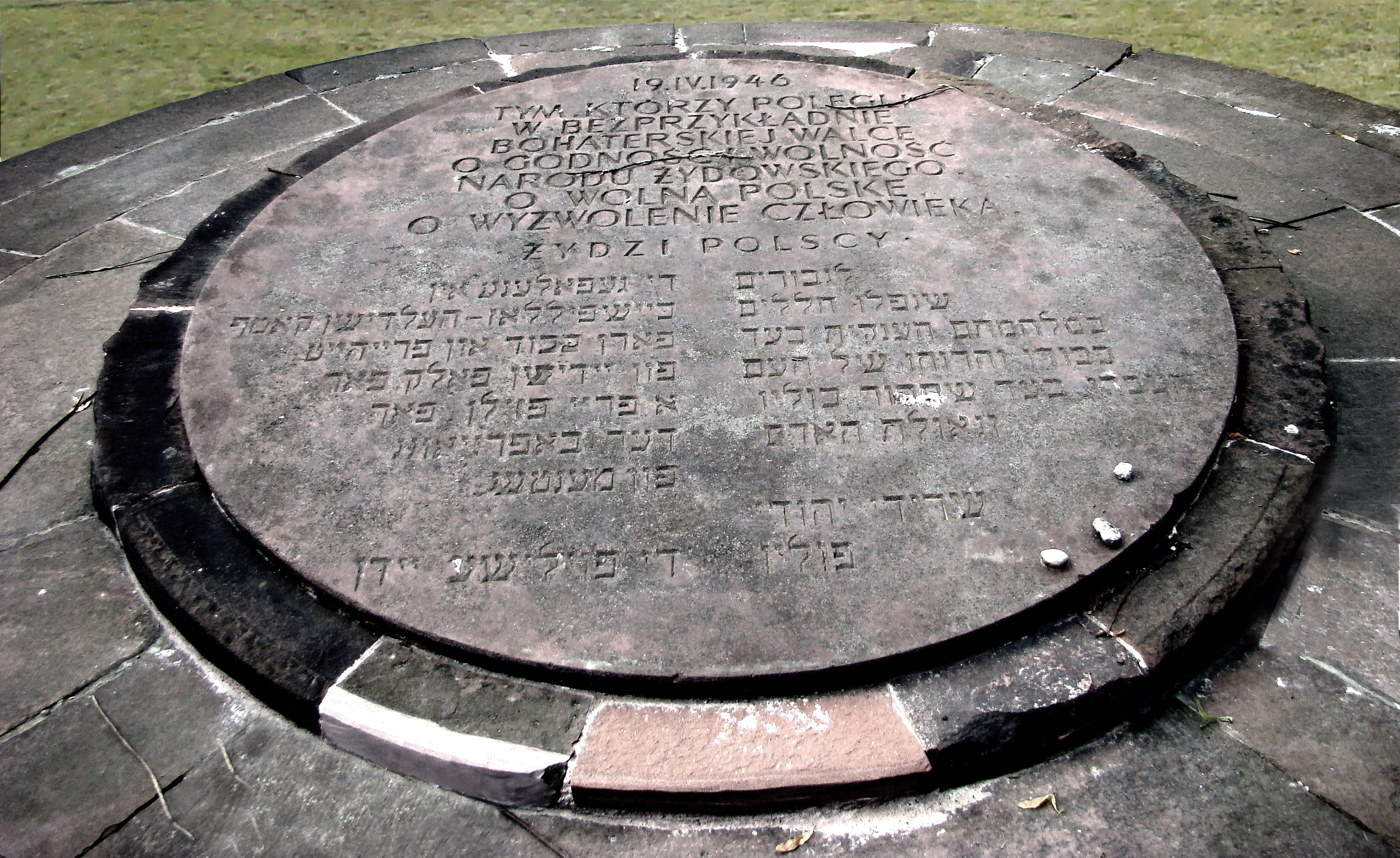
Lapide commemorativa del 1946

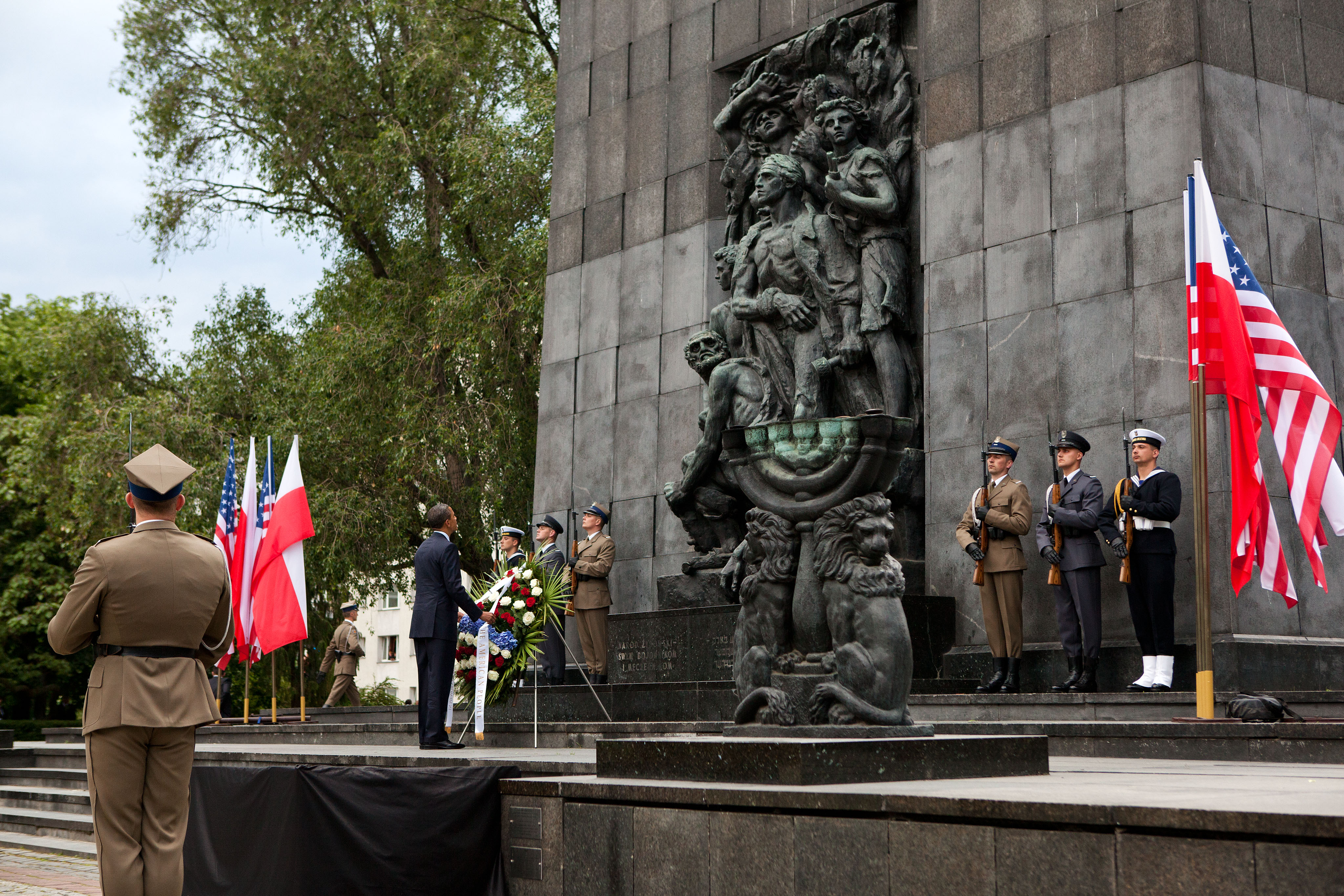
Il presidente Barack Obama in visita al monumento durante il suo viaggio in Polonia, 27 maggio 2011

Il monumento agli eroi del ghetto (in polacco pomnik Bohaterów Getta) è un monumento commemorativo sito a Varsavia, in Polonia, eretto a perpetuo ricordo della rivolta del ghetto di Varsavia, avvenuta nel 1943 durante la seconda guerra mondiale. Si trova nell'area che un tempo faceva parte del ghetto di Varsavia, nel punto esatto in cui ebbe luogo il primo scontro armato dell'insurrezione.
Il monumento, costruito in parte con del materiale nazista fatto portare a Varsavia nel 1942 da Albert Speer, fu inaugurato formalmente nell'aprile 1948.

## Storia del monumento
Il monumento fu eretto nella piazza delimitata da via Anielewicza, via Karmelicka, via Lewartowskiego e via Zamenhofa, la quale fu usata come sede del Judenrat dall'agosto 1942 fino alla liquidazione del ghetto. Nel sito del memoriale hanno avuto luogo numerosi scontri tra i partigiani ebrei del ghetto di Varsavia e le truppe tedesche.
La decisione di costruire un monumento in memoria dei partigiani del ghetto fu presa già a Lublino nel 1944 dal Comitato Centrale degli ebrei polacchi. Il memoriale fu progettato da Leon Suzin. La prima parte del monumento, una piccola lapide commemorativa, fu inaugurata il 16 aprile 1946; essa è di forma circolare e contiene un'iscrizione in ebraico, polacco e yiddish: "Per coloro che caddero in una lotta eroica e senza precedenti per la dignità e la libertà del popolo ebraico, per una Polonia libera e per la liberazione dell'umanità. Gli ebrei polacchi".
Un altro monumento, alto 11 metri, fu scolpito da Nathan Rapoport sotto la supervisione di Suzin e fu inaugurato il 19 aprile 1948. Come spiegato dallo stesso Rapoport, il muro del memoriale è fu progettato per rievocare non solo le mura del ghetto di Varsavia, ma anche il Muro Occidentale (Kotel) di Gerusalemme. La parte occidentale del monumento è costituita da una scultura in bronzo raffigurante un gruppo di insorti: uomini, donne e bambini, armati di pistole e bombe Molotov. La figura centrale di questo fregio è quella di Mordechaj Anielewicz (1919 - 8 maggio 1943), il capo della Żydowska Organizacja Bojowa durante la rivolta.
La parte orientale del monumento mostra la persecuzione degli ebrei per mano degli oppressori nazisti. La labradorite utilizzata in alcune parti del monumento proviene dalle forniture tedesche giunte a Varsavia nel 1942 su ordine di Albert Speer, e doveva essere usata originariamente per la fabbricazione di alcuni monumenti del regime nazista.

## Eventi legati al monumento
- Nel 1970 il cancelliere Willy Brandt effettuò spontaneamente la famosa "genuflessione di Varsavia" (Warschauer Kniefall) proprio di fronte a questo monumento.[3]
- Il museo della storia degli ebrei polacchi, situato di fronte al monumento, è stato aperto nell'aprile 2013.